# Norellisoma jelineki
Norellisoma jelineki är en tvåvingeart som beskrevs av Sifner 2006. Norellisoma jelineki ingår i släktet Norellisoma och familjen kolvflugor. Inga underarter finns listade i Catalogue of Life.